# 聯合市鎮 (保加利亞)

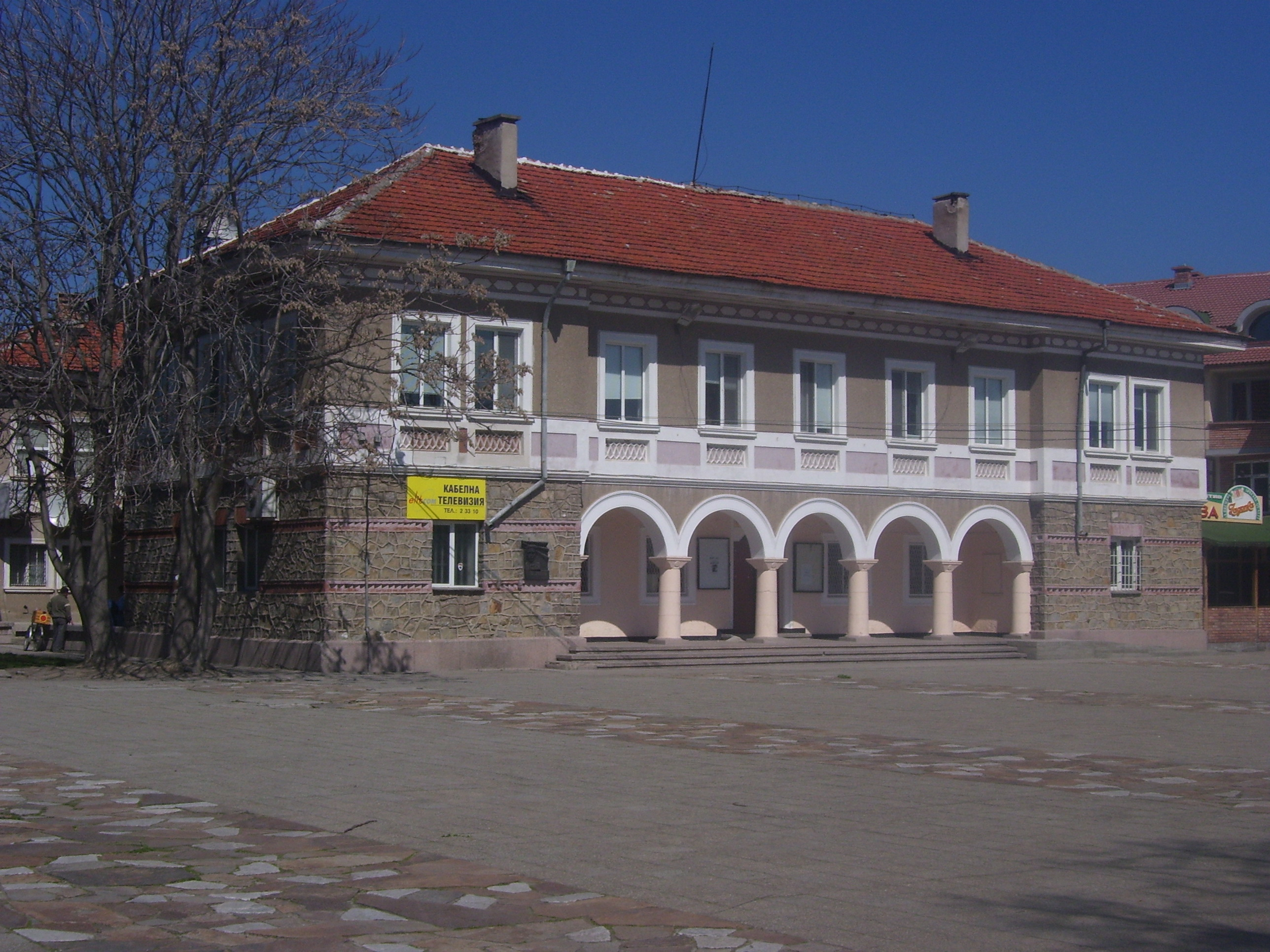
社区中心

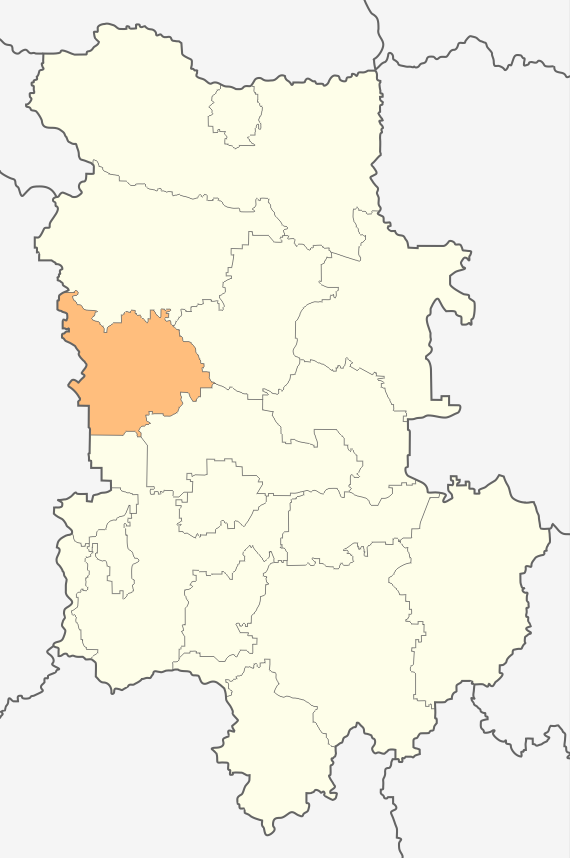
聯合市鎮在普羅夫迪夫州的位置

42°16′01″N 24°33′00″E / 42.267°N 24.55°E
聯合市鎮是保加利亞中部普羅夫迪夫州的市鎮，行政中心为聯合鎮。市镇面積为297.99平方公里，人口10,468，人口密度每平方公里35.13人。